# Мюр (Воклюз)
Мюр (фр. Murs) — коммуна во французском департаменте Воклюз региона Прованс — Альпы — Лазурный Берег. Относится к кантону Горд. 

## Географическое положение

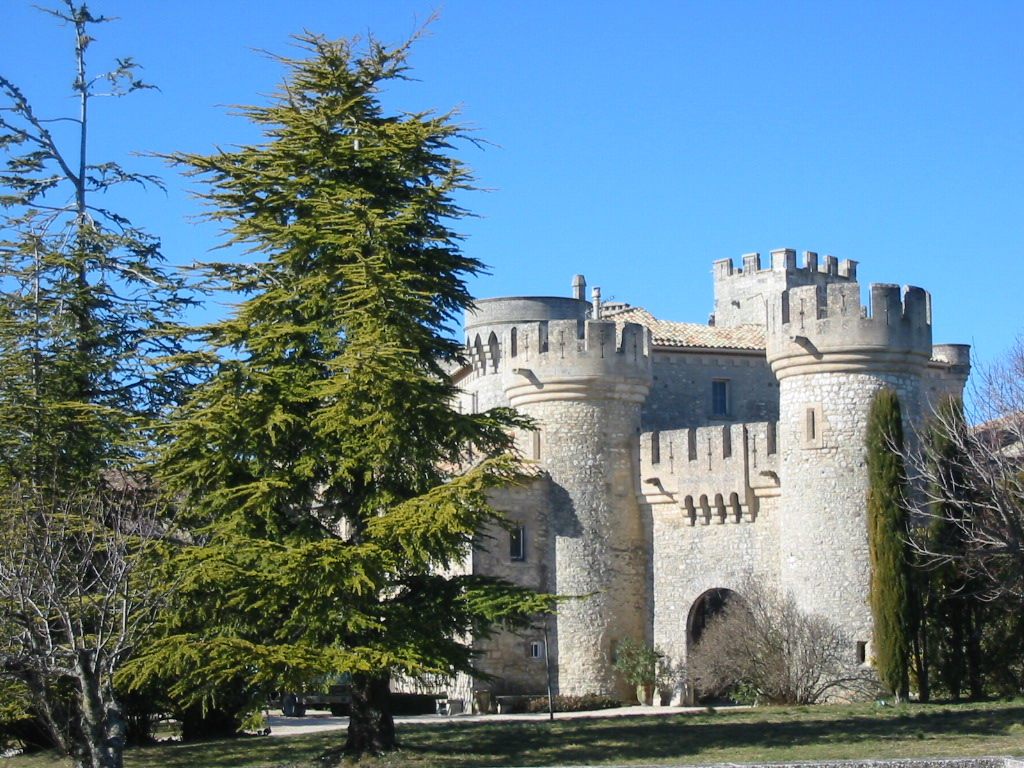
Замок Мюр.

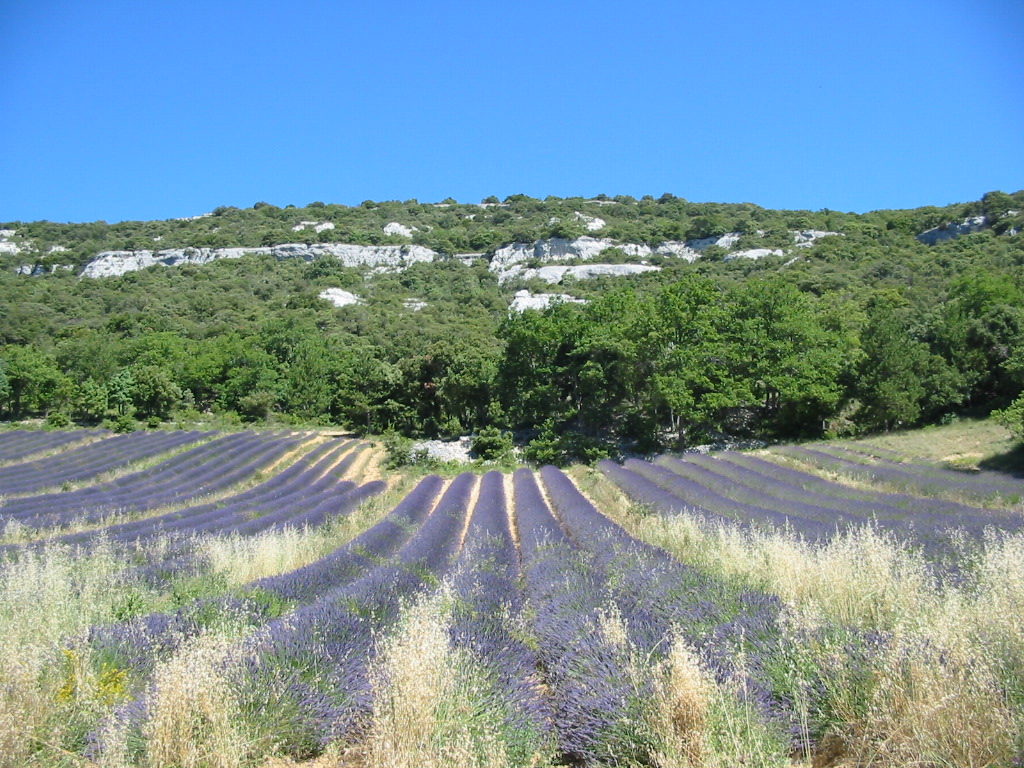
Поля лаванды в окрестностях Мюра.

Мюр расположен в 34 км к юго-востоку от Авиньона и 8 км к северо-востоке от Горда. Соседние коммуны: Льу на востоке, Жукас на юге, Горд на юго-западе, Венаск на северо-западе.
Коммуна находится в центре восточной гряды массива Воклюз.

### Гидрография
Хотя горы, на которых стоит Мюр, имеют водные запасы, но из-за низкого уровня годовых осадков коммуну не пересекают постоянные водные потоки. Пористые карстовые известняки образуют систему полостей. Исследования показали, что меченая флуоресцентная вода, впитывающаяся на территории коммуны, выходит из Воклюзского источника в Фонтен-де-Воклюз.
На территории коммуны находятся истоки притоков Имерга Веронкль и Карле.

## Демография
Население коммуны на 2010 год составляло 422 человека.
| 1962 | 1968 | 1975 | 1982 | 1990 | 1999 | 2010 |
| ---- | ---- | ---- | ---- | ---- | ---- | ---- |
| 263  | 277  | 306  | 334  | 391  | 415  | 422  |

## Достопримечательности
- Замок Мюр, XII и XVI века.
- Церковь Сен-Лу-де-Мюр, конец XII века.
- Часовня Нотр-Дам-дю-Салю, построена в 1625 году.